# كاثي سميث
كاثي سميث (12 يناير 1961 - ) (بالإنجليزية: Cathy Smith)‏ هي لاعبة كريكت أسترالية. شاركت مع منتخب أستراليا الوطني للكريكت. أما مع النوادي، فقد لعبت مع New South Wales Breakers ‏.

## وصلات خارجية
- كاثي سميث على موقع إي آس بي آن كريك إنفو (الإنجليزية)